# Mayfair

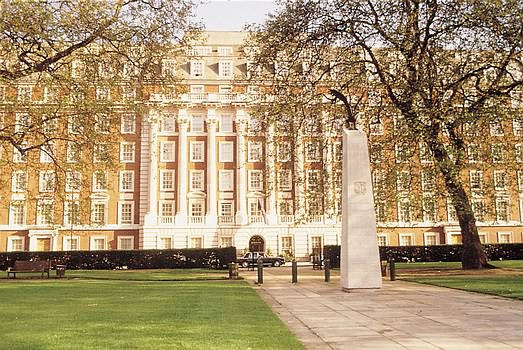
Khách sạn Thiên niên kỷ tại Mayfair

Mayfair là một quận giàu có nằm ở Thành phố Westminster, rìa phía đông giáp Công viên Hyde, thuộc địa phận West End, của nước Anh. Đây là một trong những quận có giá thuê bất động sản đắt nhất ở Luân Đôn và thế giới.
Hầu hết quận chủ yếu là thương mại, với nhiều ngôi nhà được chuyển đổi thành văn phòng, trụ sở các công ty và các Tổng lãnh sự quán, cả các doanh nghiệp sở hữu quỹ bất động sản và quỹ phòng hộ. Mayfair giữ lại một số lượng đáng kể tài sản dân cư cao cấp, cửa hàng, nhà hàng và các khách sạn sang trọng dọc theo đường Piccadilly và Park Lane.

## Vị trí địa lý

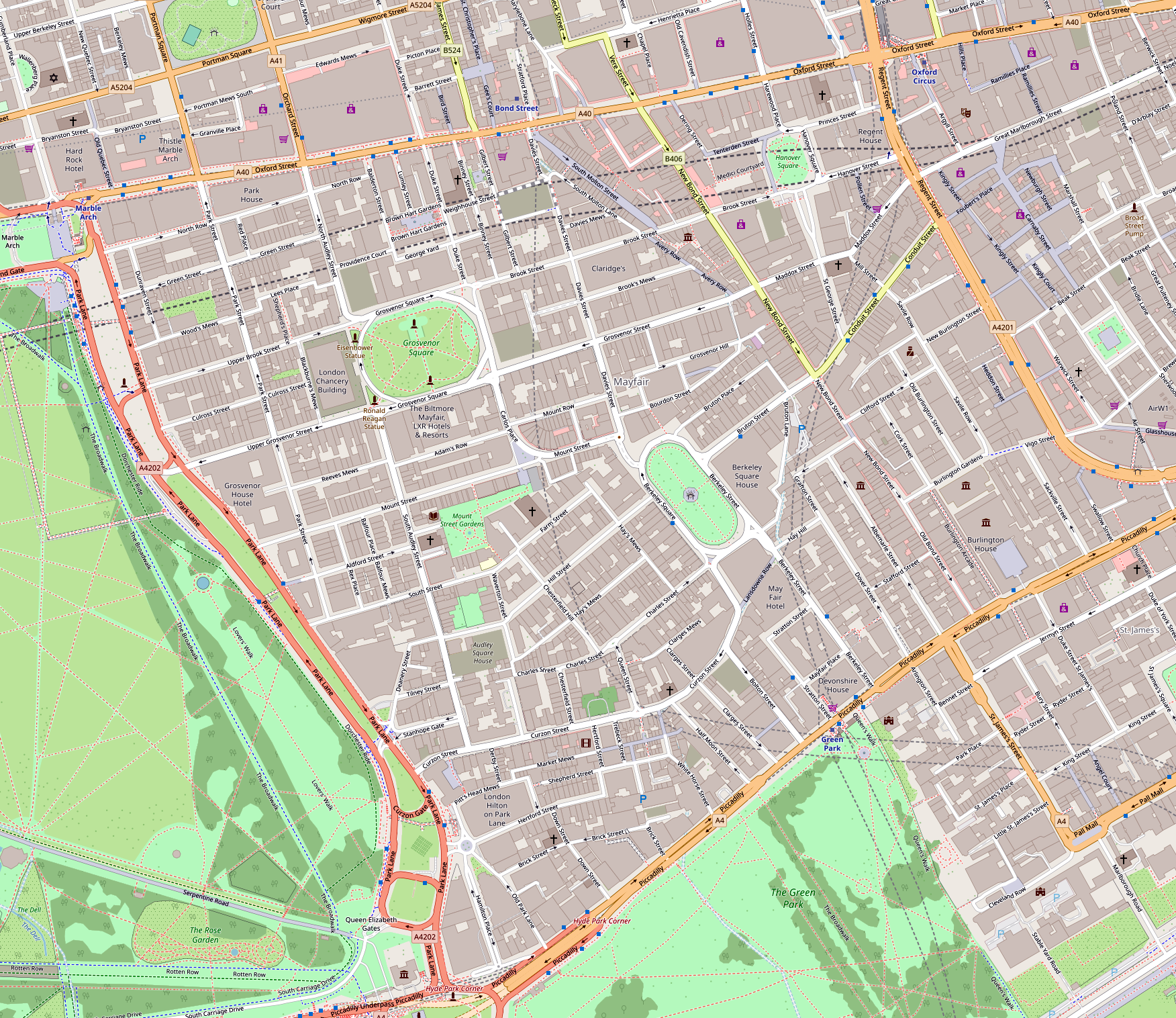
Bản đồ khu vực Mayfair
([//upload.wikimedia.org/wikipedia/commons/3/37/Mayfair_-_map_1.png chạm để phóng to])

Quận Mayfair nằm trong thành phố Westminster, và chủ yếu bao gồm bất động sản dân cư Grosvenor mang tính di tích lịch sử gồm phố Albemarle, Berkeley, Burlington, và phố Curzon. Quận Mayfair giáp con đường Park Lane với phía tây, Phố Oxford về phía bắc, giáp Phố Regent về phía đông và đường lớn Piccadilly về phía nam. Ngoài ra, xa hơn là đường bounding, khoảng 1,448 km ở phía bắc là quận Marylebone, về phía đông quận Soho, và về phía tây nam quận Knightsbridge và quận Belgravia.
Mayfair tiếp giáp Công viên Hyde và Công viên xanh Luân Đôn chạy dọc theo ranh giới của quận. Khu dân cư Grosvenor Square rộng 8 mẫu Anh (3,2 ha) nằm ở trung tâm của Mayfair, là địa điểm đắt đỏ của nhiều người mong ước sở hữu.

## Lịch sử

### Thế kỷ 17
Mayfair ban đầu là những cánh đồng lầy lội, đầm lầy của sông Tyburn, một con sông nằm ở phía tây của Trung tâm Luân Đôn.
Vào năm 1686, Mayfair được đặt tên khi Vua James II của Anh cấp phép cho hoàng gia cho một hội chợ được tổ chức trên địa điểm này, chủ yếu cho mục đích buôn bán gia súc. Ngày nay là Chợ Shepherd trong hai tuần đầu tiên của Tháng năm. Các cánh đồng và trang trại mở của khu vực Mayfair sẽ là một thị trường cho cá cược sống và được mở rộng để bao gồm các gian hàng của nhà hát, tung hứng, cờ bạc và quầy hàng xúc xích. Cuối cùng, sự nổi trội của hội chợ, nơi thu hút những kẻ côn đồ từ khắp Luân Đôn, bắt đầu làm xáo trộn hòa bình cho hoàng gia địa phương. Điều này dẫn đến việc kìm hãm các lễ hội vào năm 1709.
Vào thời điểm này, khu vực Soho, Whitehall, Covent Garden và Thành phố Luân Đôn là địa điểm được lựa chọn cho tầng lớp quý tộc giàu có. 

### Thế kỷ 18
Mãi đến năm 1710 và 1719, Ngài Richard Grosvenor và bá tước của Scarborough (người đứng đầu hai gia đình chủ sở hữu và nhà phát triển ban đầu của Mayfair) đã xây dựng Quảng trường Grosvenor và Quảng trường Hanover, và bắt đầu quá trình xây dựng của Mayfair tiếp tục cho đến ngày hôm nay.
Năm 1720, các cánh đồng cũ được chuyển đổi thành các tòa nhà rộng lớn. Trong thời gian đó, giới quý tộc bắt đầu rời bỏ những ngôi nhà cũ kỹ và cổ của họ ở Soho, Whitehall, Holborn, và thành phố; sau đó di chuyển về phía tây đến các biệt thự mới, nhà phố và quảng trường xanh tại Mayfair.

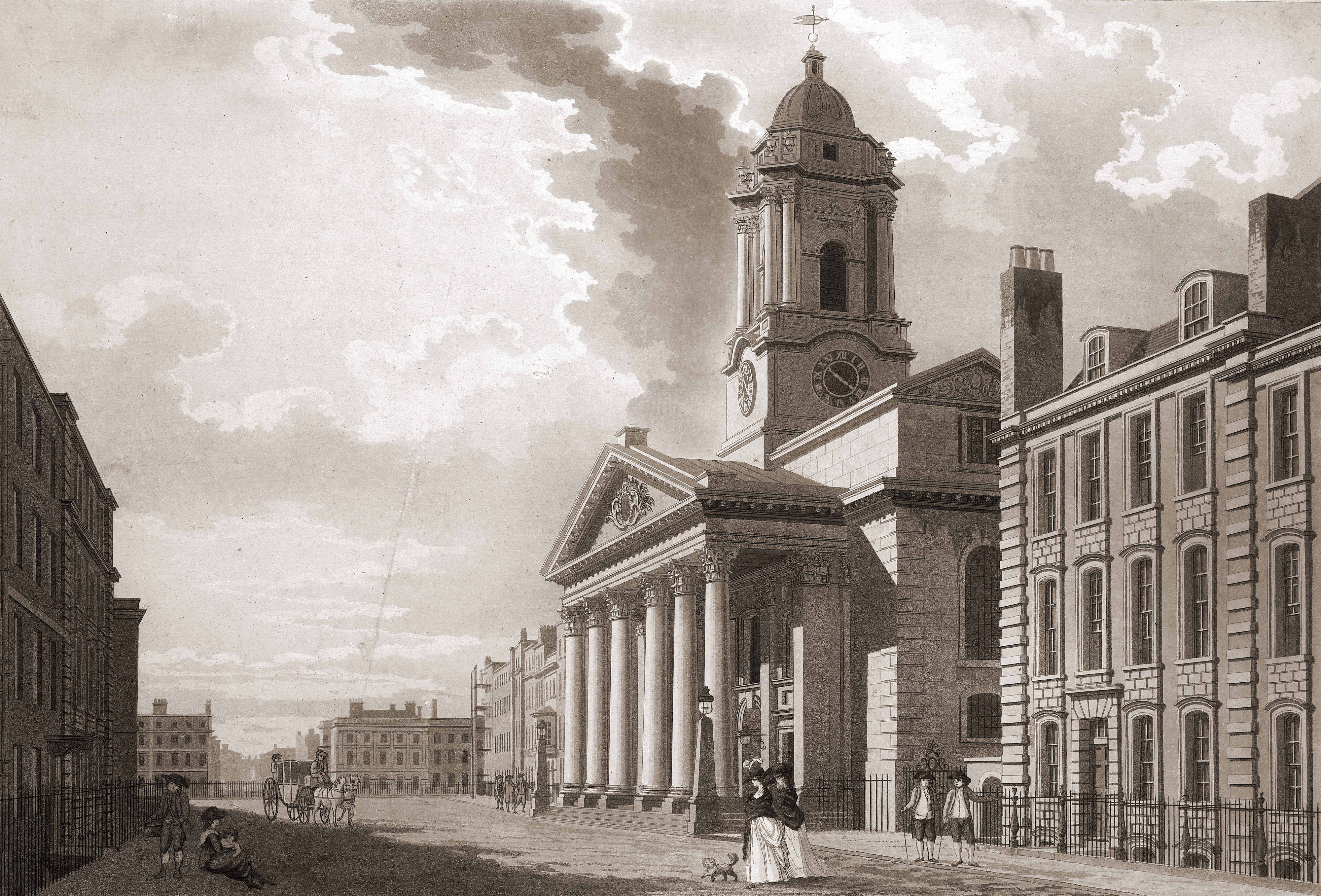
Quảng trường St George của Hanover năm 1787

Năm 1725, Mayfair trở thành một phần của giáo xứ mới tại Quảng trường St George Hanover, trải dài về phía đông như Phố Bond và đến Phố Regent, phía bắc là Phố Conduit. Khu vực chạy xa về phía bắc như phố Oxford và phía nam gần Piccadilly. Khu vực tiếp tục mở rộng vào Công viên Hyde ở phía tây và mở rộng về phía tây nam đến Bệnh viện St George. Hầu hết diện tích thuộc về (và tiếp tục thuộc sở hữu của) gia đình Grosvenor, mặc dù quyền sở hữu một số phần đất thuộc về hoàng gia là Crown Estate.
Trong số 227 ngôi nhà ban đầu được xây dựng, 117 ngôi nhà có tiêu đề tên gọi. Công tước, nữ công tước, hầu tước và bá tước đối nghịch nhau để bảo vệ những ngôi nhà tốt nhất và mặc chúng theo phong cách xa hoa.

### Thế kỷ 19
Đến năm 1850, trung tâm của bối cảnh xã hội là Cung điện Buckingham, với những biệt thự được tìm kiếm nhiều nhất là ở Mayfair, giờ đây là địa chỉ hàng đầu của Luân Đôn; với Belgravia là địa chỉ tiếp theo của sự lựa chọn, và Pimlico là phần ít được tìm kiếm nhất trong gia sản của gia đình Grosvenor. Một nơi gần như 'tầng lớp trung lưu' dành cho con trai thứ hai, dì góa, và quan hệ ít giàu có hơn.
Vào cuối thế kỷ 19, gia đình Grosvenor được mô tả là "gia đình giàu có nhất châu Âu" và giá thuê hàng năm cho các bất động sản tại Mayfair của họ đạt khoảng 135,000 bảng Anh (hiện là 14,852,000£).

### Từ 1918-1939
Sự khủng khiếp của Thế chiến thứ hai, và Đại khủng hoảng sau đó, đã giáng một đòn mạnh vào cả tầng lớp quý tộc và giới cầm quyền, những người nhận thấy rằng họ không còn đủ khả năng để điều hành những ngôi nhà sang trọng rộng lớn của mình.
Kết quả là, trong những năm 1920 và 1930, một số 25 dinh thự và cung điện rộng lớn ở Mayfair, và các nhà phố nhỏ hơn, trong tất cả các tài sản trị giá hơn 2 tỷ bảng, đã bị phá hủy một cách tàn nhẫn và được thay thế bởi các khách sạn, văn phòng, và các tòa nhà chung cư hiện đại.
Năm 1936, các tòa nhà (dân cư) cũ trên khu vực Mayfair đã bị phá hủy như là một phần của kế hoạch tái phát triển do Công tước Westminster lãnh đạo. Một tòa nhà mới Macdonald House đã được xây dựng và chiếm số 1 đến 3 ở phía đông.
Năm 1939, trên 3/4 số nhà lớn ở Mayfair đang được sử dụng làm văn phòng. Điều này, trong Thế chiến thứ hai, đã cứu rất nhiều tài sản khỏi sự hủy diệt. Tuy nhiên, khi Luân Đôn trở lại thời kỳ hậu chiến bình thường, nhiều tòa nhà trong số này đang dần được cải tạo trở lại thành khu dân cư, với ý định nhiều nhà đầu tư sẽ xin phép quy hoạch để tăng dân số ở Mayfair.

### Từ 1945-1990

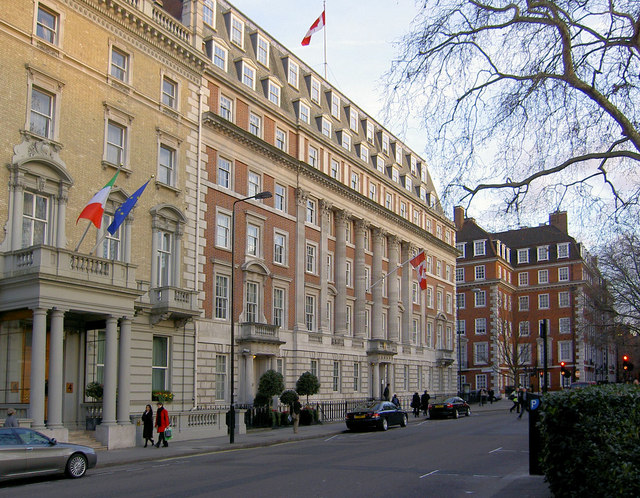
Tòa nhà Macdonald House được Cao ủy Canada sử dụng làm văn phòng (1961-2014), hiện nay là chung cư cao cấp

Sau năm 1945, với các văn phòng của thành phố Luân Đôn bị phá hủy phần lớn do ném bom, khoảng 1,2 triệu feet vuông của khu dân cư Mayfair đã được chuyển đổi sang sử dụng.
Ngoài ra, việc trừng phạt mức thuế sau chiến tranh có nghĩa là nhiều gia đình đã buộc phải di dời đến Belgravia, Chelsea, và thậm chí là phố Pimlico. Tất cả các khoản đầu tư, sự giàu có và tiến bộ vào Mayfair từ năm 1851 dường như đã bị xóa sổ hoàn toàn vào năm 1945, với sự giàu có của đế chế đã rút cạn chiến đấu trong hai cuộc chiến tranh thế giới.
Đến năm 1960, một phần ba tổng diện tích sàn của Mayfair đã được sử dụng cho kinh doanh và đến năm 1970, chỉ một phần ba cổ phần tài sản của Mayfair là khu dân cư.
Vào cuối những năm 1980, sự suy giảm dân số của Mayfair kể từ năm 1945 được ước tính là cao tới chín mươi phần trăm. Trong thời kỳ bùng nổ dầu mỏ của thập niên 1970, trong khi những người Ả Rập và các hoàng gia châu Á mới giàu có đã mua một số tài sản ở Mayfair, nhiều người đã mua bất động sản ở các địa điểm thống trị dân cư hơn bao gồm Knightsbridge, Belgravia, Holland Park và Regent's Park.
Mayfair rõ ràng không còn là địa chỉ cư trú hàng đầu của Luân Đôn.

### Từ 1990-nay

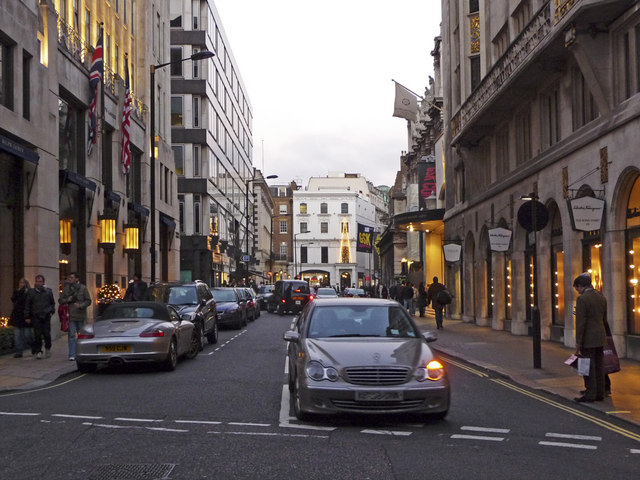
phố Conduit

Đến năm 1990, giấy phép văn phòng tạm thời cuối cùng đã hết hạn và dần dần các tài sản ở Mayfair bắt đầu được đưa trở lại sử dụng, mặc dù giá thuê thuộc loại cao nhất lúc bấy giờ. Khi các tập đoàn tìm kiếm cơ sở văn phòng mới được xây dựng ở phía Tây Luân Đôn, Thành phố và Bến Canary.
Mayfair vẫn là một trong những nơi giá mặt bằng đắt đỏ nhất để sống ở Luân Đôn và thế giới.

## Phương tiện giao thông
Mặc dù không có ga tàu điện ngầm Luân Đôn bên trong quận Mayfair, nhưng có một số ga điện bên ngoài ranh giới của quận. Tuyến Trung tâm dừng tại Marble Arch, Phố Bond và Oxford Circus dọc theo Phố Oxford về phía bắc, và Piccadilly Circus và Công viên xanh Luân Đôn nằm dọc theo đường Piccadilly ở phía nam, cùng với rìa công viên Hyde gần kề ở quận Knightsbridge.
Mặc dù chỉ có một tuyến xe buýt ở Mayfair, nhưng tuyến xe 24 giờ C2, có nhiều tuyến xe buýt dọc theo các tuyến đường vành đai.

## Trong văn hoá

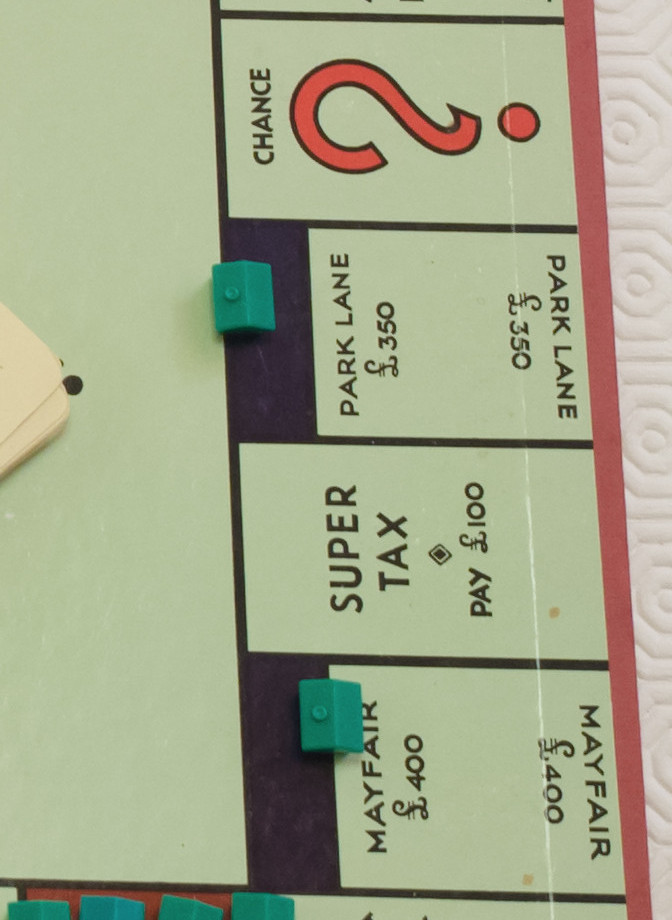
Cận cảnh một góc của trò chơi cờ Monopoly thể hiện vị trí cược đắt nhất của Mayfair

Vị trí của Mayfair là tài sản đắt nhất trong trò chơi cờ Monopoly với giá 400 bảng Anh, và là một phần của bộ màu xanh đậm với Park Lane.
Quận Mayfair cũng đặc trưng trong một số tiểu thuyết bao gồm Lý trí và tình cảm của Jane Austen (1811), Bức chân dung của Dorian Gray bởi Oscar Wilde sống ở Grosvenor Square trong khoảng thời gian từ 1883 đến 1884 và được nhắc đến trong các tác phẩm của ông.